# Matt Niskanen
Matthew Norman Niskanen (Virginia, 6 dicembre 1986) è un hockeista su ghiaccio statunitense che gioca come difensore per i Washington Capitals, formazione della National Hockey League.

## Carriera

### Club

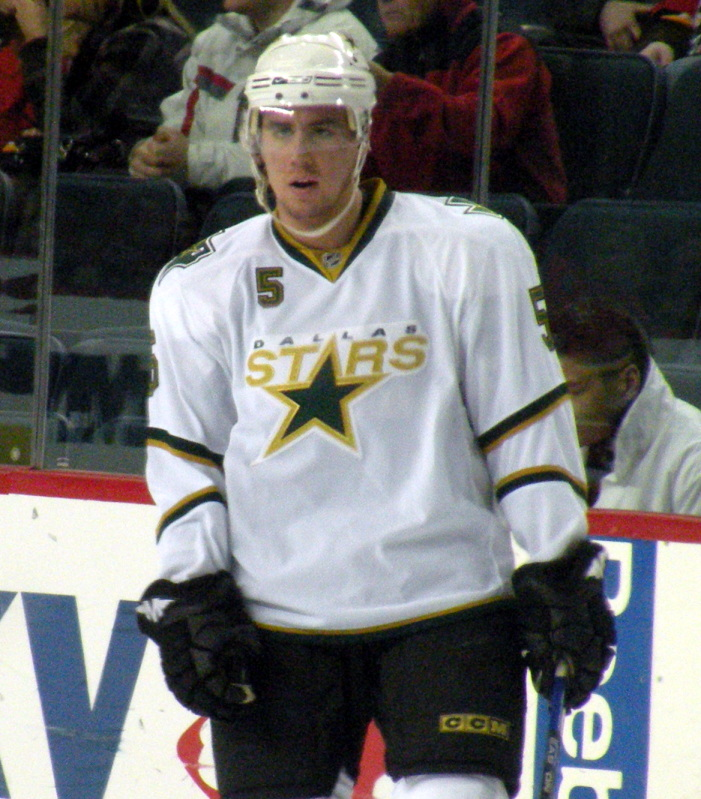
Matt Niskanen con la maglia dei Dallas Stars.

Niskanen, lasciata la scuola superiore di Virginia, frequentò la University of Minnesota Duluth. Concluse la stagione 2005–06 con 14 punti raccolti in 38 partite. Durante la stagione successiva invece totalizzò con i Minnesota-Duluth Bulldogs 9 reti e 22 assist in 39 partite. Niskanen fu nominato per l'All WCHA First Team 2006–2007. e per l'All WCHA Academic Team.
Niskanen decise di lasciare l'università dopo due stagioni per approdare al mondo professionistico. Il 19 marzo 2007 firmò un contratto di tipo "tryout" con gli Iowa Stars, in AHL, fino al termine della stagione; nell'estate seguente firmò un contratto triennale con i Dallas Stars, squadra che lo aveva già scelto nel 2005. Niskanen debuttò in NHL il 3 ottobre 2007 contro i Colorado Avalanche. Due sere più tardi conquistò i primi punti in carriera con due assist nella partita disputata contro i Boston Bruins. Il primo gol giunse invece il 29 ottobre 2007 contro i San Jose Sharks. Il buon esordio in NHL da parte di Niskanen gli valse la convocazione nel match degli Young Stars durante l'NHL All-Star Game.
Prima del termine del mercato della stagione 2010-11, il 21 febbraio, Niskanen passò ai Pittsburgh Penguins insieme all'attaccante James Neal, in cambio del difensore Alex Goligoski. Il 30 giugno 2012 Niskanen rinnovò il proprio contratto con i Penguins per le successive due stagioni, fino alla conclusione della stagione 2013-2014.
Nell'estate del 2014 divenuto free agent firmò un contratto valido per sette stagioni con i Washington Capitals.

### Nazionale
Nel dicembre del 2005 fu chiamato per prendere parte al mondiale U-20 del 2006; senza mettere a segno alcun punto giunse con la nazionale statunitense in quarta posizione. Tre anni dopo fece il suo esordio nella nazionale maggiore in occasione dell'edizione dei Mondiali del 2009 disputata in Svizzera. Nelle nove partite giocate segnò una rete e fornì due assist.

## Palmarès

### Individuale
- NHL YoungStars Roster: 1

2007-2008